# Alexander Kluge
Alexander Kluge (Halberstadt, 14 de febrero de 1932) es un director de cine y escritor alemán. 
Con 13 años, el 8 de abril de 1945 sobrevive al bombardeo masivo que acabaría con gran parte de su ciudad natal. Desde 1946 asiste al instituto de Charlottenburg en Berlín. Estudió derecho, historia y música en las universidades de Marburgo y Fráncfort del Meno, y se doctoró en derecho en 1956. Durante su época de estudiante en Fráncfort, Kluge fue amigo del filósofo Theodor Adorno, que había vuelto a Alemania procedente de Estados Unidos y era profesor en el Instituto de Investigación Social, institución central de la llamada Escuela de Fráncfort. 
Kluge trabajó como asesor legal para el instituto, y comenzó a escribir sus primeros relatos durante este período. Por consejo de Adorno, Kluge empezó también a investigar sobre el cine, y en 1958 Adorno le presentó al director alemán Fritz Lang. En 1960 rueda su primer cortometraje Brutalität in Stein (1961), junto a Peter Schamoni. En 1962 es uno de los firmantes del manifiesto de Oberhausen, que declara muerto el cine alemán de los años 1950 y como alternativa propone a los nuevos realizadores del Nuevo Cine Alemán. Junto a Edgar Reitz y Detten Schleiermacher, ese mismo año, asume la dirección del nuevo instituto de Formación Cinematográfica de Ulm (institut für Filmgestaltung).
En 1963 funda su propia productora que sigue funcionando hasta la fecha: Kairos-Film. Su primer largometraje es premio especial del jurado en el festival de Venecia de 1966: Una muchacha sin historia (Abschied von gestern). Algunos consideran el filme de presentación del Nuevo Cine Alemán. En sus siguientes producciones, se da un carácter más documental. Profundiza en un estilo analítico y asociativo que se convertirá en una clave personal en Die Artisten in der Zirkuskuppel: Ratlos (1967) y Gelegenheitsarbeit einer Sklavin (1973). 
Fundó la productora de televisión DCTP (Development Company for Television Programs), con la que realiza programas para las principales cadenas privadas. Producciones poco corrientes y originales en el formato televisivo.
Hoy Kluge sigue en activo y es un reconocido cineasta y escritor, principalmente en Alemania, donde se le han concedido casi todos los grandes premios literarios, como el premio Georg Büchner, que recibió en 2003, considerado el galardón literario más importante en lengua alemana.

## Filmografía
- Gelegenheitsarbeit einer Sklavin, 1973, dirección y guion.
- Abschied von gestern
- Die Artisten in der Zirkuskuppel: ratlos
- Die Unbezähmbare Leni Peikert
- Der Große Verhau
- Willi Tobler und der Untergan der 6. Flotte
- In Gefahr und größter Not bringt der Mittelweg den Tod
- Der starke Ferdinand
- Deutschland in Herbst
- Die Patriotin
- Krieg und Frieden
- Der Kandidat
- Die Macht der Gefühle
- Serpentine Gallery Program
- Der Angriff der Gegenwart auf die übrige Zeit
- Vermischte Nachrichten
- Der Eiffelturm, King Kong und die weiße Frau
- Mann ohne Kopf
- Im Rausch der Arbeit
- Abschied von der sicheren Seite des Lebens
- Liebe macht hellsichtig
- Die siamesische Hände
- Krieg ist das Ende aller Pläne
- Woher wir kommen, wohin wir gehen
- Freiheit für die Konsonanten
- Grenzfälle der Schadensregulierung
- Das Kraftwerk der Gefühle
- Dinsterlinge singen Baß
- Die poetische Kraft der Theorie
- Alle Gefühle glauben an einen glücklichen Ausgang
- Nachrichten aus der ideologischen Antike

## Premios y distinciones
Festival Internacional de Cine de Venecia
| Año  | Categoría                     | Película                        | Resultado |
| ---- | ----------------------------- | ------------------------------- | --------- |
| 1966 | Premio especial del jurado    | Una muchacha sin historia       | Ganador   |
| 1966 | Premio OCIC                   | Una muchacha sin historia       | Ganador   |
| 1966 | Premio Italian Cinema Clubs   | Una muchacha sin historia       | Ganador   |
| 1968 | León de oro                   | Artistas en el circo: Perplejos | Ganador   |
| 1982 | León de Oro a toda su carrera | -                               | Ganador   |
| 1983 | Premio FIPRESCI               | El poder de los sentimientos    | Ganador   |